# سالوادور کاردونا
سالوادور کاردونا (اسپانیایی: Salvador Cardona‎; ۱۲ ژانویهٔ ۱۹۰۱ – ۱۵ ژانویهٔ ۱۹۸۵) دوچرخه‌سوار اهل اسپانیا بود. وی در مسابقات تور دو فرانس شرکت کرده است.